# Roger Wets
Roger Jean-Baptiste Robert Wets est un mathématicien et statisticien belge, né le 20 février 1937 à Uccle, spécialiste en programmation stochastique (en) et en calcul des variations. Il publie sous le nom de Roger J-B Wets, mais on trouve aussi la graphie « J.-B. ». Depuis 1984, Wets est professeur au département de mathématiques de l'Université de Californie à Davis,, et il y est « distinguished research professor » depuis 2009.

## Carrière
Roger Wets étudie en Belgique tout en travaillant dans l'entreprise familiale (cartonnages). Il obtient une Licence en économie appliquée à l'Université libre de Bruxelles en 1961. Sur les conseils de son professeur
Jacques H. Drèze (en), il continue l'étudie de l'optimisation avec George Dantzig dans le programme en recherche opérationnelle à l'Université de Californie à Berkeley. Il soutient une thèse intitulée Programming under uncertainty sous la direction de Dantzig et de David Blackwell en 1965.
En 1965 débute une collaboration de plusieurs décennies avec R. Tyrrell Rockafellar.

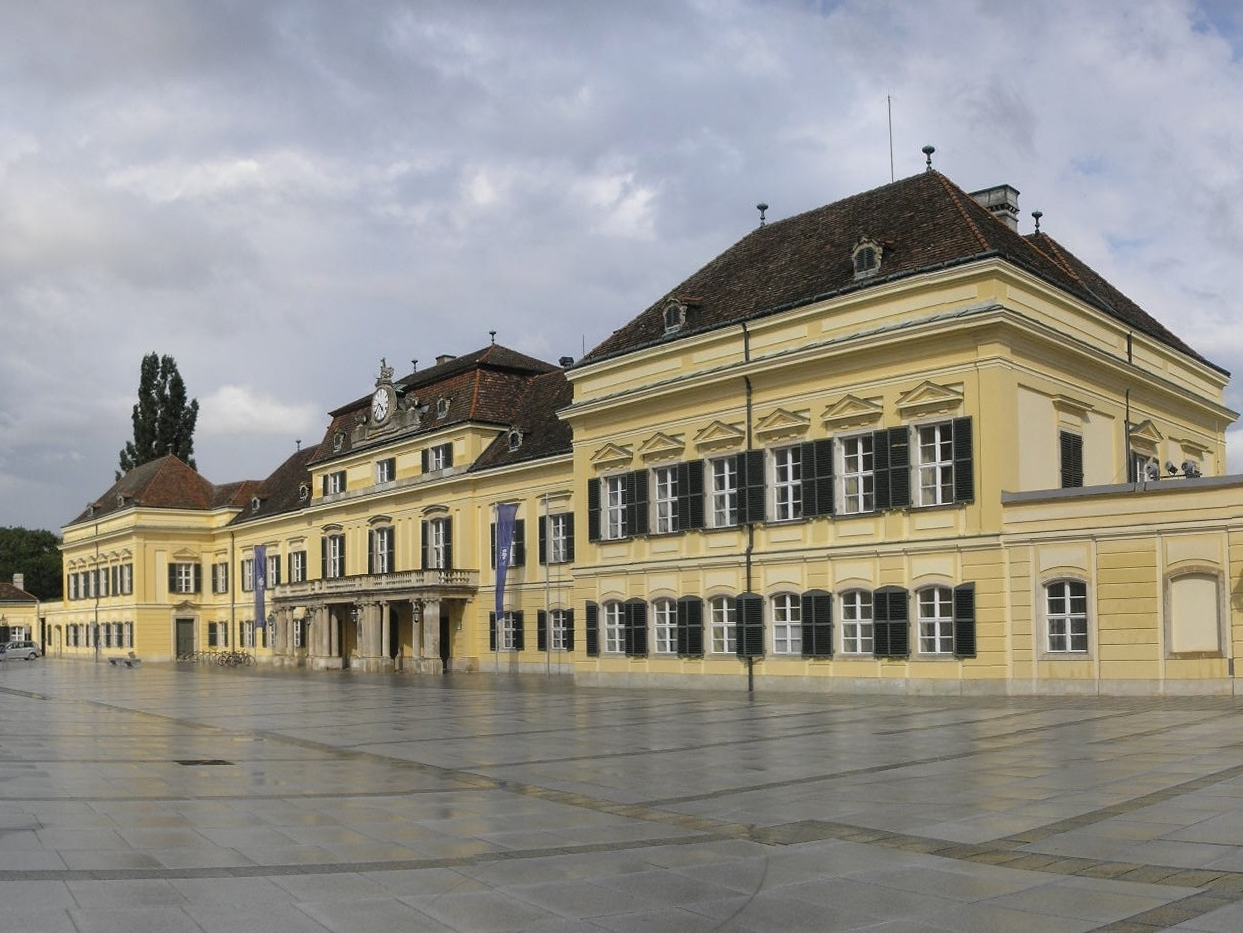
International Institute for Applied Systems Analysis.

De 1964 à 1970, il travaille dans les laboratoires de recherche de Boeing, entre 1970 et 1972 il est Ford Professor de mathématiques à l'université de Chicago, puis à l'université du Kentucky. De 1980 à 1984 il est chef de projet à l'International Institute for Applied Systems Analysis (IIASA) à Laxenburg (également de 1985 à 1987), et à partir de 1984, il est professeur au département de mathématiques de l'Université de Californie à Davis,. Il est « distinguished professor » depuis 1997 et « distinguished research professor » depuis 2009.
Wets a également travaillé pour le IBM Thomas J. Watson Research Center (en) et la Banque mondiale. En 1966 il est professeur invité à l'université de Washington, en 1969 à l'Institut national de recherche en informatique et en automatique (INRIA) à Paris et en 1970 au Centre de recherches mathématiques à Montréal. À partir des années 1990 il enseigne aussi à l'université du Chili.

## Recherche
Les contributions de Wets concernent l'analyse convexe de fonctions multivaluées, y compris des espaces métriques d'ensembles, qu'il utilise pour l"étude de la convergence d'épigraphes. Le concept de convergence épigraphique sert dans l'étude de la convergence de méthodes itératives en optimisation stochastique, et a trouvé des applications dans la théorie d'approximation de statistiques (en),,, Une théorie métrique de la convergence épigraphique en dimension finie (la « convergence cosmique ») figure dans Variational analysis.
Avec Ralph Tyrrell Rockafellar, il développe dans les années 1980 l'algorithme de progressive hedging, et il travaille en analyse convexe (théorie métrique de cinvergence d'épigraphes). Par ailleurs, il poursuit des applications dans l’industrie aéronautique, télécommunications, économie financière, écologie (ressources hydrauliques etc.) industrie et le domaine de l'énergie.

## Prix et distinctions

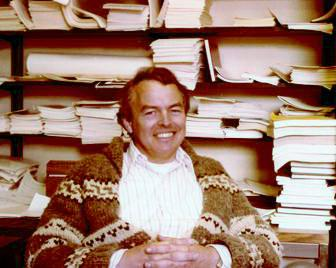
R. Tyrrell Rockafellar.

- 1994 : Prix George-B.-Dantzig pour « ses recherches originales ayant eu un impact majeur dans le champ de la programmation mathématique »[7].
- 1997 : Prix Frederick W. Lanchester, avec R. Tyrrell Rockafellar, pour leur monographie Variational Analysis[9].
- 1981/82 :Guggenheim Fellow.
- 2003 : Docteur honoris causa de l’université de Vienne (Autriche). wurde er Ehrendoktor der Universität Wien. * 1993 : Membre étranger de l'Académie nationale des sciences d'Ukraine.

## Ouvrage
- R. Tyrrell Rockafellar et Roger J-B Wets, Variational Analysis, Springer-Verlag, coll. « Grundlehren der mathematischen Wissenschaften » (no 317), 2005, 3e impression corrigée éd. (1re éd. 1998), xiv+733 (ISBN 978-3-540-62772-2, DOI 10.1007/978-3-642-02431-3, MR 1491362, SUDOC 137628544, lire en ligne)